# Hällabrottet
Hällabrottet è un'area urbana della Svezia situata nel comune di Kumla, contea di Halland.
La popolazione rilevata nel censimento 2010 era di 1 789 abitanti .